# Сулажин
Сулажин — книга-игра Бориса Акунина (в авторской терминологии, интерактивная повесть), выпущенная 20 мая 2016 года в рамках проекта «Осьминог»
. Книга вышла в виде приложения для Android или iPhone/iPad, на выбор читателя.  Впоследствии она стала доступной и для чтения в браузере.
В конце каждой главы, кроме последней, предлагается два варианта развития событий, и сюжет разветвляется.  Разветвление происходит трижды, следовательно, в истории 8 концовок.

## Сюжет

### Глава 1
Глава написана так, что пол главного героя не определяется.  Его или её имя также не сообщается.
У главного героя рак желудка в терминальной стадии. Жить осталось около трёх месяцев. Сулажин - обезболивающее лекарство, которое приходится принимать постоянно. Хотя сулажин и снимает боли, с психологической точки зрения жизнь невыносима. Каждый день главный герой говорит по телефону с неким Львом Львовичем, которому доверяет безоговорочно.
Лев Львович предлагает обратиться к Громову, который занимается с умирающими людьми, оказывая им психологическую помощь.  Первое занятие главного героя с Громовым проходит в формате групповой терапии. Во время занятия в комнату входит молодая женщина, прощается с Громовым навсегда и смотрит прямо в глаза главному герою, как будто куда-то его или её приглашает.  Главный герой хочет проводить её взглядом, но Громов велит смотреть в глаза ему.

### Продолжения
- Главный герой не выполняет указание Громова и оказывается мужчиной по имени Николай.  Выйдя покурить во время занятия, он снова встречается с той женщиной. Зовут её Лана. Они едут к нему домой, где занимаются сексом.
  - Главный герой - капитан Николай Раковский из СОБР. Лана оказывается диспетчером, принимающим заказы на убийства и ищущим исполнителей. Она предлагает ему убить крупного преступника (и негодяя) за миллион долларов. Деньги перечисляются на счёт, открытый на имя сына Николая. Собеседница не скрывает, что убить преступника можно лишь ценой собственной жизни, поскольку его очень хорошо охраняют. Николай получает деньги, выполняет заказ и гибнет. В одной концовке он позволяет охранникам убить себя, в другой успевает убить охранников.
  - Главный герой - Николай Зайцев, следователь из отдела по борьбе с бандитизмом. Лана гибнет, подорванная в машине. Николай Зайцев ищет убийцу. Улики указывают на Громова.
    - Николай убивает Громова и кончает с собой. Перед смертью он понимает, что Громов был невиновен. Взрыв подстроила сама Лана, чтобы заставить Николая убить Громова. Так она отмстила Громову, который её отверг.
    - Злодеем оказывается Лев Львович. Он убил Лану и пытался спровоцировать Николая на убийство Громова. Всё потому, что Лана изменила ему с Громовым. Будучи врачом, Лев Львович убедил Николая, что у того якобы рак, и подсадил его на сулажин.  Николай успешно разоблачает злодея.
- Главный герой выполняет указание Громова и оказывается женщиной по имени Тоня (Антонина).
  - Между Тоней и Громовым начинается бурный роман.
    - Они решают остаться друг с другом, сколько бы ей ни осталось жить.
    - Громов оказывается ловеласом, заводящим романы с умирающими женщинами: он хочет у каждой из них быть последним. Узнав об этом, Тоня берёт нож, приходит в спальню и заявляет, что она тоже будет последней у Громова.

  - Громов говорит Тоне, что смерть гораздо лучше жизни. В отличие от него, Лев Львович хочет научить Тоню самурайскому подходу к жизни: жить каждый день так, как будто сегодня умрёт, относиться к каждому мгновению как к драгоценности, не размениваться на пустяки. Лев Львович требует, чтобы Тоня прекратила занятия с Громовым. Они оба назначают Тоне свидания в одно и то же время у двух разных памятников Гоголю.
    - Тоня приходит на свидание к Громову. Громов объясняет, что его миссия скоро закончится, и заниматься с умирающими дальше будет она. Чтобы подготовить её, он будет заниматься с ней три месяца. По истечении этого срока её метастазы бесследно исчезнут, и она больше никогда не будет болеть.  Когда-то в будущем она тоже подготовит себе замену и "отправится в свободный полёт".
    - Тоня звонит Громову и заявляет, что больше не будет заниматься с ним. Громов, в свою очередь, узнав, что у неё есть кто-то другой, обвиняет Тоню в неискренности и велит больше не звонить и не приходить. Звонит подруга её покойной мамы, и оказывается, что Льва Львовича в действительности не существует. Это бред Тони, возникший как побочное действие сулажина.